# Cuneiphycus
Cuneiphycus, fosilni rod crvenih algi unutar podrazreda Corallinophycidae. Postoje dvije opisane vrste.
Taksonomski je priznat kao zaseban rod.

## Vrste
1. Cuneiphycus aliquantulus J.H.Johnson
2. Cuneiphycus texanus J.H.Johnson, tip